# Satan Presiding at the Infernal Council

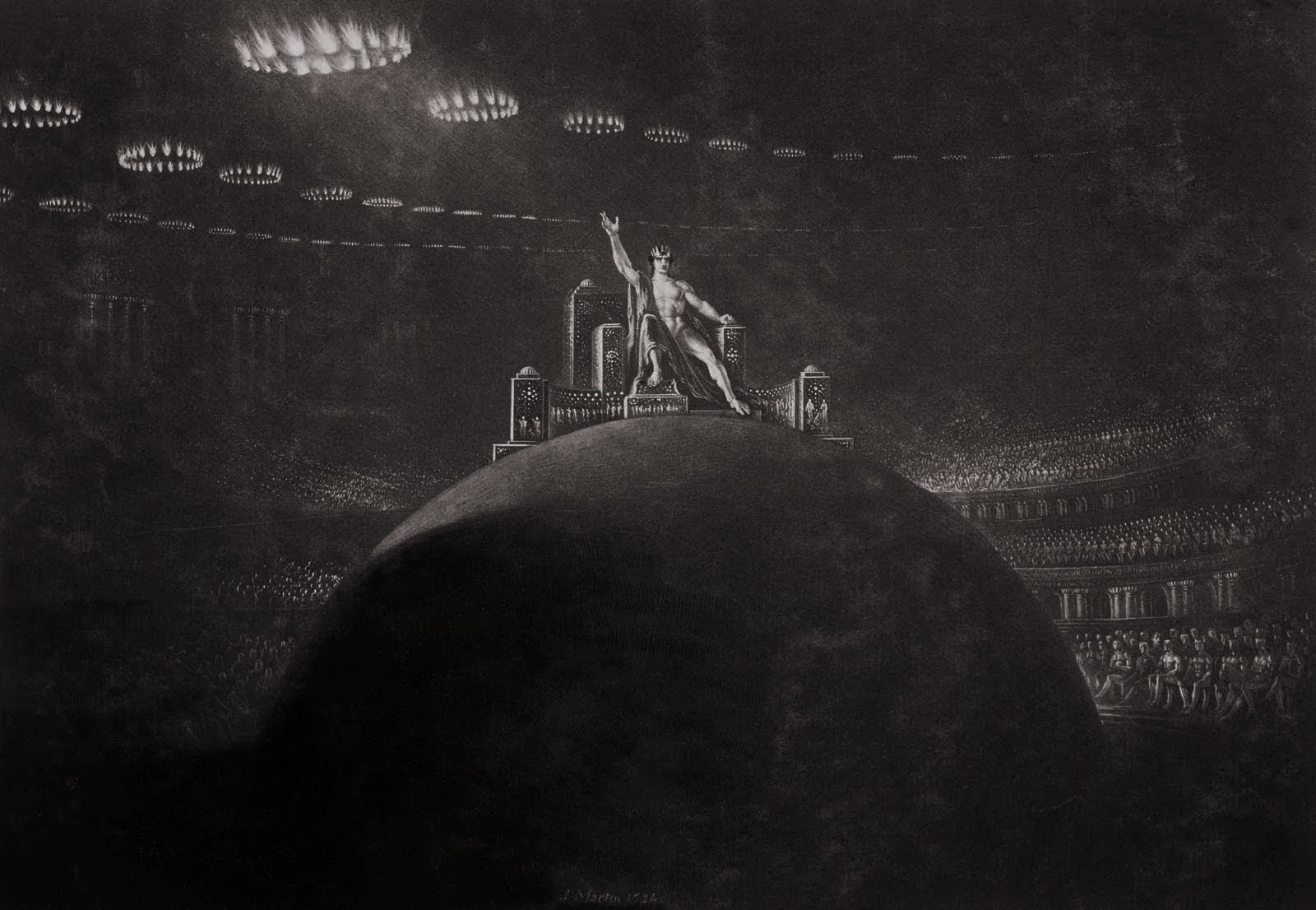
John Martin, Satan Presiding at the Infernal Council, ca. 1827

Satan Presiding at the Infernal Council (Deutsch: „Satan sitzt dem Konzil der Hölle vor“) ist Teil einer zwischen 1823 and 1827 entstandenen Serie des britischen Künstlers John Martin mit Illustrationen für eine damalige Neuausgabe des Werks Paradise Lost von Milton.

## Entstehungsgeschichte
John Martin war damals für Gemälde mit religiösen Themen bekannt und wurde 1823 von dem Verleger Septimus Prowett mit Illustrationen für eine Neuauflage des Werks Paradise Lost beauftragt. Martin fertigte daraufhin Stiche zu 24 verschiedenen Themen in je zwei Größen an.
Der Stich Satan Presiding at the Infernal Council zeigt eine Debatte des satanischen "Höllenkonzils" zu Beginn des 2. Buchs von Paradise Lost. Satan sitzt dabei im Zentrum des Pandemoniums, umgeben von gefallenen Engeln und Gaslampen, damals eine aktuelle Technik; dabei scheint er auf die ihm nächste Lampengruppe zu weisen. Sein Thron sitzt auf einem schwarzen Globus. Als Inspiration für das Werk gilt eine Illustration für den Roman Vathek von William Beckford.
Die Drucke wurden als Subskriptionswerke von 1825 bis 1827 herausgegeben, wobei jeden Monat zwei Drucke zusammen mit dem zugehörigen Text veröffentlicht wurden. Die einzelnen Lieferungen mussten dann vom Empfänger verbunden werden. Die Stiche waren auch separat im Set oder als Einzeldrucke angeboten. Buch und Stiche waren kommerzielle Erfolge und wurden auch von der Kritik positiv aufgenommen. 1825 wurden 20 der Stiche Martins von der Royal Society of British Artists ausgestellt; der Kritiker schrieb damals „we know of no artist whose genius so perfectly fitted him to be the illustrator of the mighty Milton . . . There is a wildness, a grandeur and a mystery about his designs which are indescribably fine“. 1831 wurde zudem ein größerer Druck von Satan Presiding at the Infernal Council (60,7 cm × 81,4 cm) herausgegeben.

## Spätere Wirkung
Ikonographie und Design der Stiche dienten als Inspiration für verschiedene Szenen in den Filmen Birth of a Nation und Intolerance von D. W. Griffith, und für den galaktischen Senat in Star Wars: Episode I – The Phantom Menace.